# Jordan Larson
Jordan Larson est une joueuse de volley-ball américaine née le 16 octobre 1986 à Fremont (Nebraska). Elle mesure 1,88 m et joue au poste de réceptionneuse-attaquante. Elle totalise 187 sélections en équipe des États-Unis.

## Biographie
Avec l'équipe des États-Unis de volley-ball féminin, elle est médaillée d'argent olympique en 2012 à Londres.

## Clubs
| Club                    | De        | À         |
| ----------------------- | --------- | --------- |
| Cornhuskers du Nebraska | 2005-2006 | 2007-2008 |
| Vaqueras de Bayamón     | 2009-2009 | 2009-2009 |
| Dinamo Kazan            | 2009-2010 | 2013-2014 |
| Eczacıbaşı İstanbul     | 2014-2015 | …         |

## Palmarès

### Équipe nationale
- Jeux olympiques
  -  2012 à Londres.
  -  2016 à Rio de Janeiro.
  -  2020 à  Tokyo.
- Championnat du monde
  - Vainqueur : 2014.
- Grand Prix Mondial
  - Vainqueur : 2010, 2011, 2015.
  - Finaliste : 2016.
- Coupe du monde
  - Finaliste : 2011.
- World Grand Champions Cup
  - Finaliste : 2013.
- Championnat d'Amérique du Nord
  - Vainqueur : 2011, 2013, 2015.

### Clubs
- Coupe de Russie
  - Vainqueur : 2010, 2012.
  - Finaliste : 2013.
- Championnat de Russie
  - Vainqueur : 2011, 2012, 2013, 2014.
- Ligue des champions
  - Vainqueur : 2014, 2015.
- Championnat du monde des clubs
  - Vainqueur : 2014, 2015, 2016.
- Coupe de Turquie
  - Finaliste : 2018.

### Distinctions individuelles
- Championnat du monde de volley-ball féminin des moins de 18 ans 2003: Meilleure serveuse.
- Ligue des Champions de volley-ball féminin 2011-2012: Meilleure réceptionneuse.
- Championnat d'Amérique du Nord de volley-ball féminin 2013: Meilleure serveuse.
- Ligue des champions de volley-ball féminin 2013-2014: Meilleur contreuse.
- Ligue des champions de volley-ball féminin 2014-2015 : MVP[2]
- Championnat du monde des clubs de volley-ball féminin 2015 : MVP[3]